# Ligne Hankyu Minoo
La ligne Hankyu Minoo (阪急箕面線, Hankyū Minoo-sen) est une courte ligne ferroviaire du réseau Hankyu dans le Kansai au Japon. Elle relie la gare d'Ishibashi handai-mae à celle de Minoo au nord de la préfecture d'Osaka. La ligne Minoo est une branche de la ligne principale Takarazuka.

## Histoire
La ligne a été ouverte par le chemin de fer Minoo Arima (aujourd'hui Hankyu) en 1910.
Le 1er octobre 2019, la gare d'Ishibashi est renommée gare d'Ishibashi handai-mae.

## Caractéristiques

### Ligne
- Ecartement : 1 435 mm
- Alimentation : 1 500 V par caténaire
- Vitesse maximale : 80 km/h

### Interconnexion
À Ishibashi handai-mae, certains trains continuent sur la ligne Takarazuka jusqu'à la gare d'Osaka-Umeda à Osaka (aux heures de pointe seulement).

### Liste des gares
| Numéro | Gare                 | Nom japonais | Distance depuis Ishibashi handai-mae (km) | Correspondances                      | Ville |
| ------ | -------------------- | ------------ | ----------------------------------------- | ------------------------------------ | ----- |
| HK-48  | Ishibashi handai-mae | 石橋阪大前   | 0                                         | Hankyu : Takarazuka (interconnexion) | Ikeda |
| HK-57  | Sakurai (ja)         | 桜井         | 1,6                                       |                                      | Minoh |
| HK-58  | Makiochi             | 牧落         | 2,7                                       |                                      | Minoh |
| HK-59  | Minoo                | 箕面         | 4,0                                       |                                      | Minoh |